# تپه‌های والدای

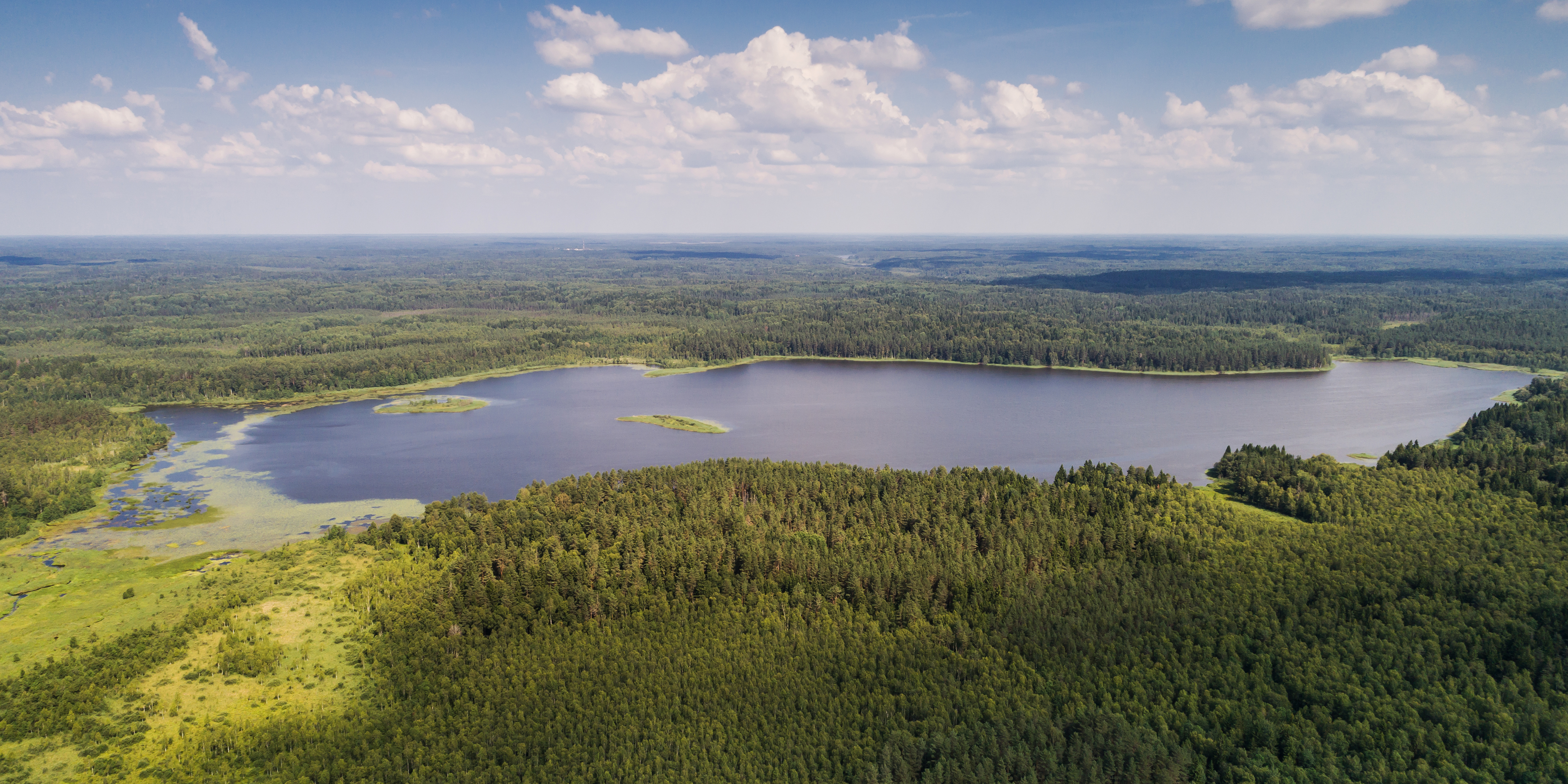
منظره‌ای از این تپه‌ها

تپه‌های والدای (روسی: Валда́йская возвы́шенность یا Валдайبا لتونیایی: Valdaja augstiene) منطقه‌ای مرتفع در شمال غرب مرکزی روسیه امروزی و در راستای شمال-جنوب و حدود مسیر ابلاستهای سنت پترزبورگ و مسکو، لنینگراد، نووگورود، تور، پسکوف، اسمولنسک می‌باشد.
ولگا، دائوگاوا (دوینای غربی) لوات، مستا، سیاس و دنیپر و دیگر رودخانه‌های این ناحیه از همین تپه سرچشمه می‌گیرند. این منطقه در نتیجه تقسیم شده است بین زهکشی حوضه‌های آبی دریای خزر (ولگا)، دریای سیاه (دنیپر) و دریای بالتیک (مستا و لوات از طریق وولخوف این سیاس از طریق دریاچه لادوگا و رود نوا و دائوگاوا).
این مکان جایگاه بسیاری از دریاچه‌ها و از جمله دریاچه ولگو، دریاچه پنو، دریاچه سلیگر، دریاچه بروسنو و دریاچه والدایسکویه.